# Aicholt (Adelsgeschlecht)

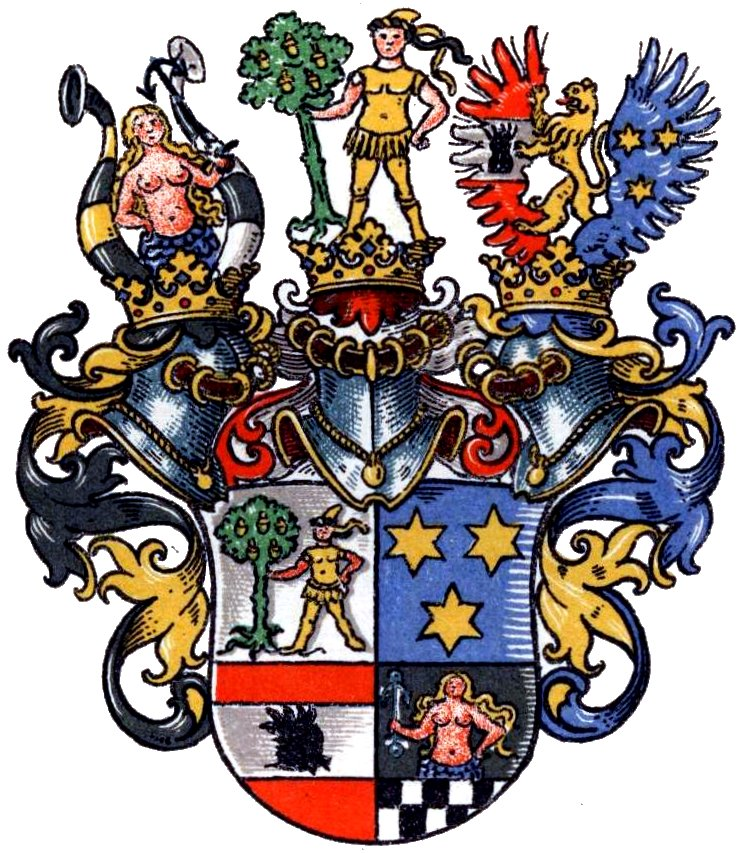
Stammwappen derer von Aicholt

Die Herren bzw. Grafen von Aicholt waren ein österreichisch-kärntnerisches, später auch in Westfalen ansässiges Adelsgeschlecht.

## Geschichte
Die vom Ursprung her österreichische Familie erhielt am 2. September 1604 eine kaiserliche Wappenbesserung und am 31. Mai 1641 die Befugnis, sich „von Aicholt“ zu nennen. Am 5. Dezember 1647 wurde die Familie in die Landmannschaft von Kärnten aufgenommen. Wenige Jahrzehnte später, am 12. Oktober 1685, bekam Jacob von Aicholt den Freiherrenstand verliehen. Darüber hinaus erlangte das Geschlecht den erbländisch-österreichischen Grafenstand. Das Diplom erging am 18. Februar 1735 an Franz Joseph Freiherrn von Aicholt, landschaftlicher Generaleinnehmer in Kärnten.

## Wappen
Schild geviert: 1. In Weiß ein golden gekleideter Mann, der einen entwurzelten, natürlichen Eichbaum mit 5 goldenen Eicheln in der Rechten hält. Die Linke ist eingestemmt; auf dem Kopf hat der Mann eine abhängende goldene Mütze, umwunden von einem schwarz-goldenen Band mit abfliegenden Enden. 2. In Blau drei goldene Sterne (2:1). 3. In Rot ein breiter weißer Querbalken, darauf eine braune pfahlweise gestellte Bärentatze. 4. geteilt, oben in Schwarz eine aus der Teilung wachsende Sirene mit nacktem Oberkörper und losem Haar; dieselbe hebt mit der Rechten einen eisernen, gestürzten Anker hoch und hat die Linke eingestemmt; unten schwarz und weiß geschacht. Drei gekrönte Helme. 1. Die Sirene aus der Krone wachsend, zwischen zwei Büffelhörnern, deren rechtes schwarz mit zwei goldenen Balken ist; das linke ist fünfmal schwarz-weiß geteilt. Decke schwarz-weiß. 2. Figur des ersten Feldes. Decke rot-weiß. 3. goldwachsener Löwe zwischen offenem Flug. Der Flügel rechts wie das dritte Feld, der links wie das zweite Feld bezeichnet. Decke blau-gold.

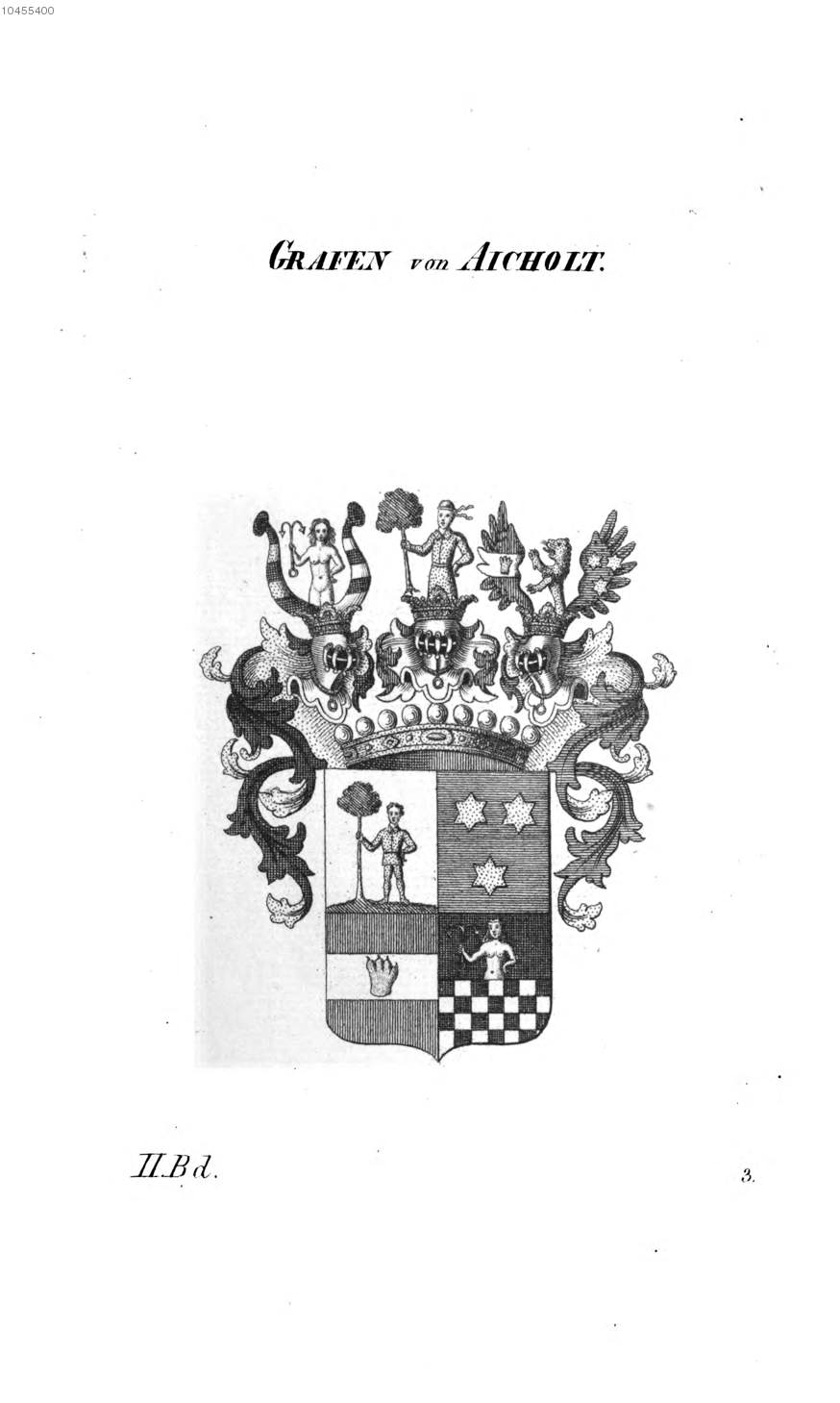
Aicholt-Wappen bei Tyroff
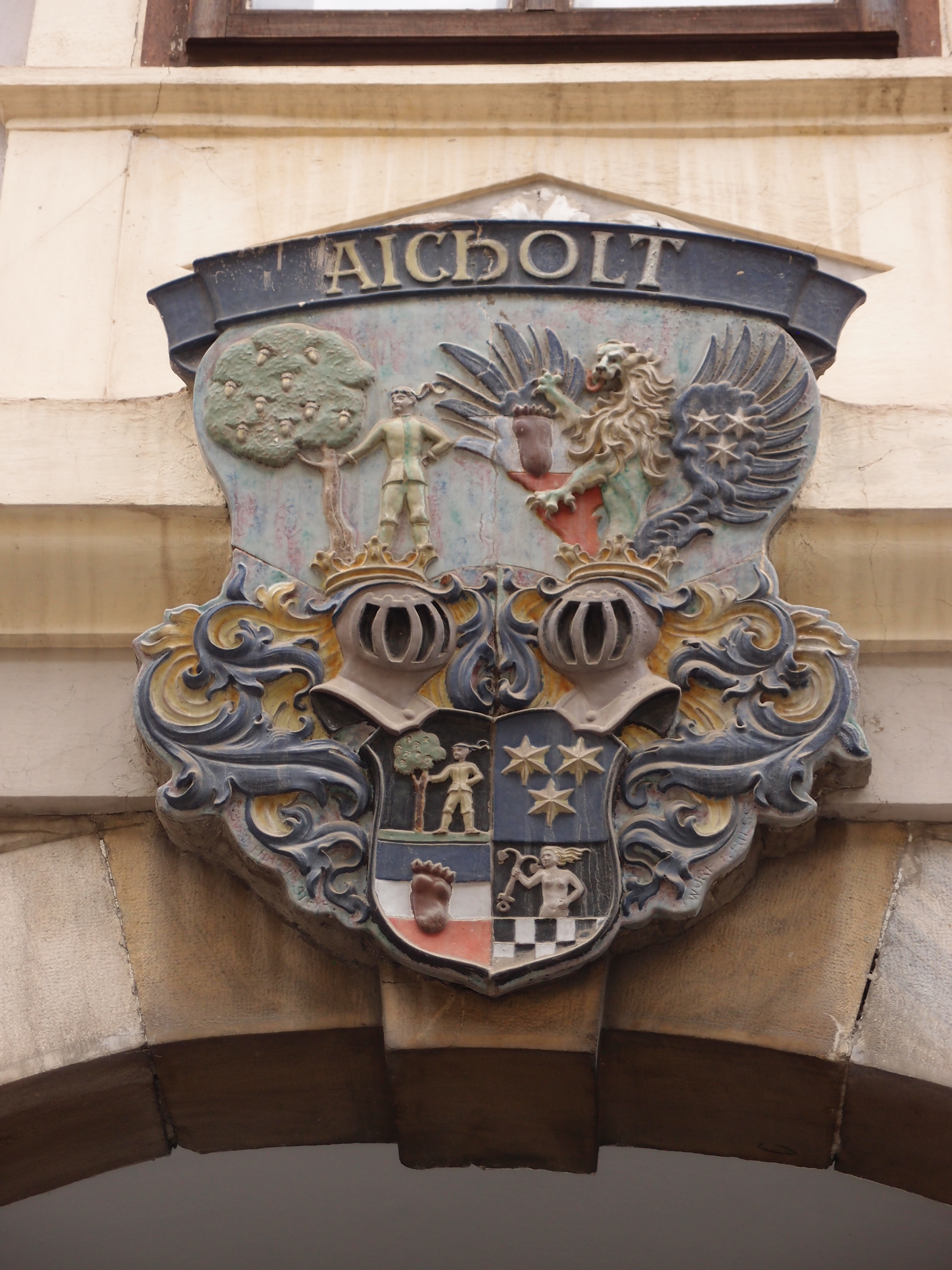
Aicholt-Wappen in Klagenfurt

## Persönlichkeiten
- Christian von Aicholt (1754–1838), 1815–1822 Gouverneur von Innerösterreich